# Burg Ermschwerd
Die Burg Ermschwerd bei Ermschwerd im Werra-Meißner-Kreis in Hessen ist eine abgegangene Wallburg und Königspfalz im Naturraum Witzenhausen–Hedemündener Werratal.

## Geographische Lage
Die einstige Wallburg stand südöstlich oberhalb des Dorfes Ermschwerd, einem heutigen Stadtteil von Witzenhausen, auf dem Westsporn des heute teilweise bewaldeten Ermschwerder Burgbergs (215,2 m ü. NHN). Auf dem Südhang des Bergs, die Nord-Süd Bahn hat dabei große Teile der Vorburg zerstört, befindet sich das Segelfluggelände Burgberg bei Witzenhausen. Nördlich vorbei am Burgberg fließt die Werra.

## Beschreibung und Geschichte
Von der ehemaligen Burganlage sind noch mittelalterliche bogenförmige Wallgräben der Vor- und Hauptburg erhalten.
Sie wurde um 822 bis 842 von den Karolingern als Königspfalz (Curtis; befestigter Wirtschaftshof) angelegt, wobei die Angriffsseite durch Wall und Graben und durch eine Vorburg mit Wallgraben gesichert war. Sie war später im Besitz der Herren von Ermschwerd. Am 11. Dezember 1022 hielt sich Kaiser Heinrich II. hier auf, als er auf einer Reise zwischen Paderborn und Kaufungen hier kurz ein Königsgericht hielt. Die Burg wurde 1170 aufgegeben und ihre Reste ab 1225 für den Bau der Stadtmauer von Witzenhausen genutzt.

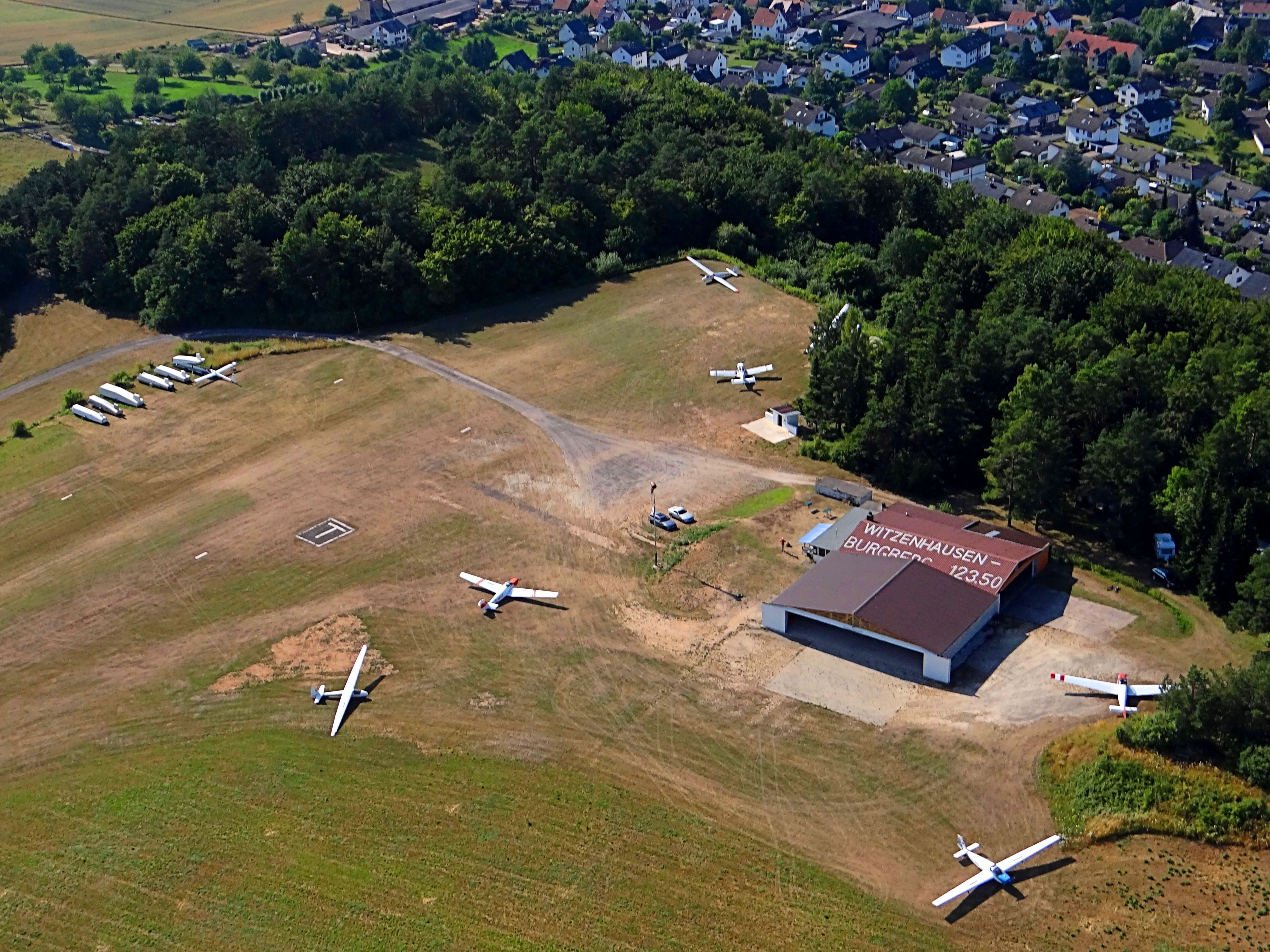
Luftaufnahme aus Süden: links oben bis mittig oben – das Wald- und Hügelgebiet: Lage der ehemaligen Königspfalz
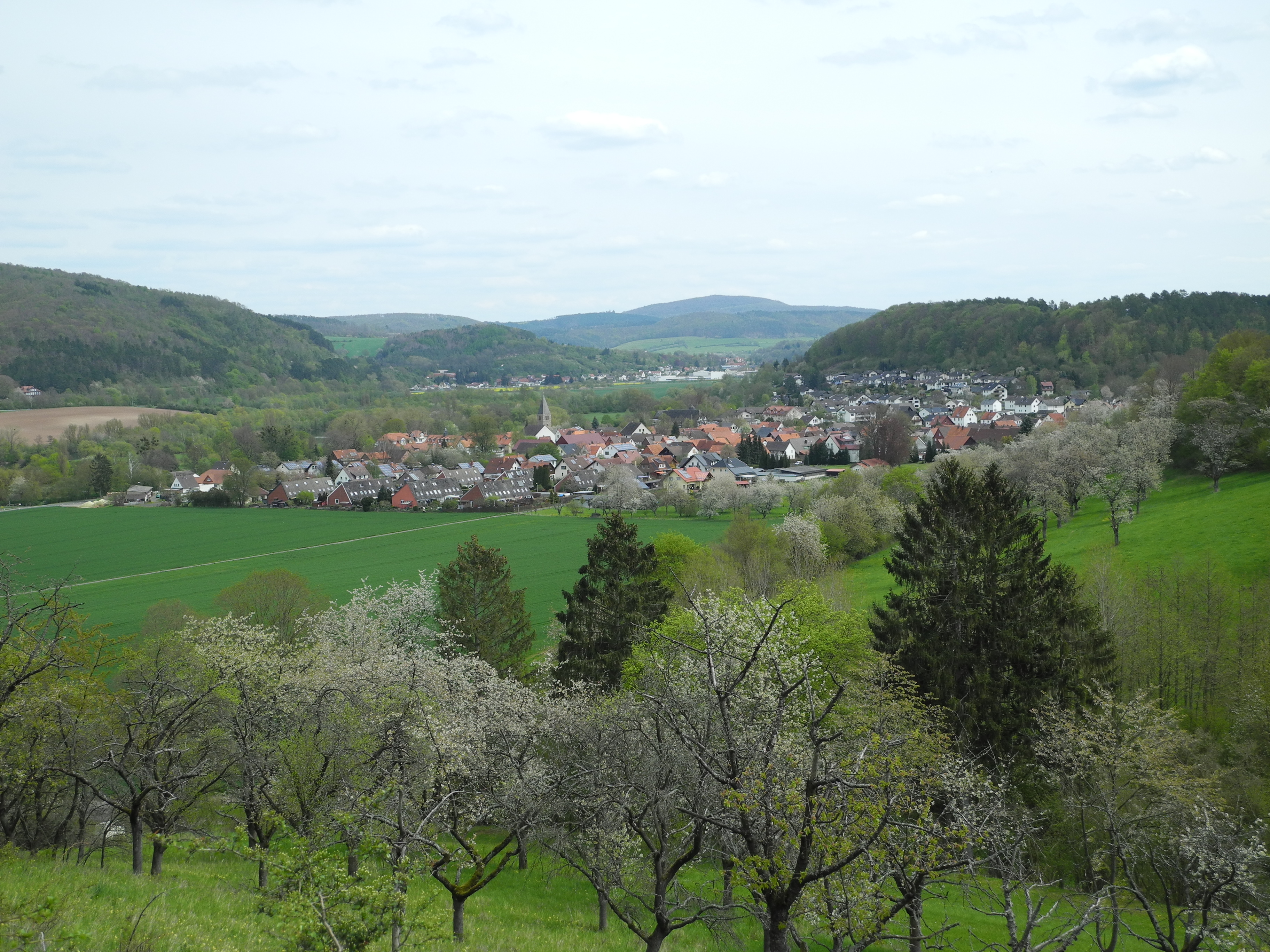
Im Bild rechts: bewaldeter Burgberg; die Burgstelle liegt etwa mittig (kleiner Einschnitt) der Waldfläche